# Frederick Delius
Frederick Delius (Bradford, Inglaterra; 29 de enero de 1862-Grez-sur-Loing, Francia; 10 de junio de 1934) fue un compositor inglés.
El lirismo en las primeras composiciones de Delius reflejaba la música que había escuchado en Estados Unidos y las influencias de compositores europeos como Edvard Grieg y Richard Wagner. A medida que sus habilidades maduraron, desarrolló su propio estilo, caracterizado por su orquestación individual y su uso de la armonía cromática. La música de Delius ha sido intermitentemente popular y, a menudo, sujeta a ataques críticos. La Sociedad Delius, formada en 1962 por sus seguidores más dedicados, continúa promoviendo el conocimiento de la vida y las obras del compositor, y patrocina el concurso anual Delius Prize para jóvenes músicos.

## Biografía
Los padres de Delius eran alemanes. Julius y Elise Pauline Delius se habían trasladado desde Bielefeld, Alemania, a Inglaterra para prosperar en el negocio de la lana. Frederick ('Fritz' para su familia) Delius fue el cuarto de veintitrés hijos.
A pesar de haber nacido en Inglaterra, Frederick no sentía demasiado apego por su país natal, y pasó mucho tiempo de su vida en el extranjero, sobre todo en los Estados Unidos y en Europa continental, principalmente en Francia.
Aunque el joven Frederick mostró de muy pequeño un talento innato para la música, su padre se opuso durante mucho tiempo, con el deseo de que trabajara en el negocio familiar.

### En América
Delius padre envió a Frederick (aparentemente a solicitud de este) a dirigir la explotación citrícola Solano Grove en St. Johns River, Florida. En este lugar, al oeste de San Agustín y al sur de Jacksonville, Delius continuó con el estudio de la música. En el mismo Jacksonville, conoció a Thomas Ward, quien se convirtió en su profesor de contrapunto y composición.
Parece ser que fue entonces cuando Delius tuvo una relación sentimental con una chica de raza negra que trabajaba en la plantación de naranjos de Grove. Después de retornar a Inglaterra, en 1886, Delius se enteró de que su amante había tenido un hijo. Pocos años después, atormentado por un profundo sentimiento de pérdida, Delius volvió a Florida buscando a su antiguo amor y a su hijo. Pero la chica, temiendo que el padre viniera a quitarle el niño y llevárselo a Inglaterra, había huido sin dejar rastro y Delius no supo más de ella.
Durante su estancia en Florida, Delius compuso mucha música, como por ejemplo la Florida Suite. La casa en la que vivió desde 1884 a 1885 en Solano Grove fue donada a la Universidad de Jacksonville y anexada a su campus en 1961. Esta universidad organiza el Delius Festival anualmente, en honor al compositor. Después de dejar Florida, Delius estudió música en Danville Virginia y viajó a Nueva York.

### Europa
Tras su estancia en Nueva York, su padre aceptó finalmente proporcionarle una educación musical, y consintió enviarlo a Leipzig, para estudiar en el Conservatorio Felix Mendelssohn de esta ciudad. Allí se hizo amigo de Edvard Grieg, con quien mantuvo una excelente relación durante toda la vida.
En 1897 Delius conoció a la pintora Jelka Rosen. Muy pronto convivieron en Grez-sur-Loing, cerca de Fontainebleau, pero se casaron más tarde, en 1903. Excepto un breve período de tiempo en que el área fue evacuada por el avance de las tropas alemanas durante la Primera Guerra Mundial, vivieron en Grez el resto de su vida.
En 1907 conoce a Thomas Beecham, que sería el gran defensor de la obra de Delius en el mundo anglosajón. Hasta entonces el público de Delius era principalmente alemán, gracias a la tarea de los directores Fritz Cassirer y Hans Haym.
Los últimos años de la su vida los pasó recluido en la casa que, con su esposa, había construido en Grez-sur-Loing. Durante estos años fue envejeciendo con crecientes problemas de salud. De joven (posiblemente en París) Delius se había contagiado de sífilis. Ahora, los efectos a largo término de la enfermedad le estaban produciendo ceguera y parálisis, hasta al punto de necesitar una silla de ruedas.
Por aquel entonces, Delius contrató a Eric Fenby, que había escrito tiempo atrás una carta de admiración al compositor, como su secretario personal. Las últimas grandes obras de Delius fueron dictadas a Fenby, quien después escribiría un libro sobre la experiencia. La película Song of Summer, dirigida por Ken Russell, está basada en el libro de Fenby y protagonizada por Max Adrian como el ciego compositor.
Falleció el 10 de junio de 1934.

## Música
El estilo de Delius se caracteriza por el cromatismo, aunque es completamente tonal, con deliciosas armonías, con el uso frecuente de Leitmotivs y con melodías en constante desarrollo. Algunas de sus obras más conocidas son:
- On Hearing the First Cuckoo in Spring
- Brigg Fair
- A Village Romeo and Juliet
- A Mass of Life
- Requiem
- Koanga
- Florida Suite

Menos habitualmente se interpretan otras piezas, como el Concierto para violín y orquesta, un Doble concierto para violín y violoncelo y el colorista y pintoresco poema Paris: Song of a Great City.
Algunos extractos orquestales de sus óperas, como por ejemplo La Calinda de la ópera Koanga (origen en la década de 1880 de la Florida Suite) y The Walk to the Paradise Garden de A Village Romeo and Juliet, también se interpretan y se han grabado con cierta frecuencia. También nos dejó un cierto número de obras de cámara (tres Sonatas para violín, compuestas en la madurez, una Sonata para violoncelo, y un Cuarteto de cuerda).

## Catálogo de obras
| Año       | Catálogo   | Obra | Tipo de obra                           | Duración |
| --------- | ---------- | --- | -------------------------------------- | -------- |
| 1880      | RT V/01    | When other lips shall speak, canción para voz y piano. | Música vocal (piano)                   |          |
| 1885      | RT IX/01   | Zum Carnival, polka para piano. | Música solista (piano)                 |          |
| 1885      | RT IX/02   | Pensées mélodieuses, pieza para piano | Música solista (piano)                 |          |
| 1885      | RT V/02    | Over the Mountains High (Bjørnson), canción para voz y piano. | Música vocal (piano)                   |          |
| 1885      | RT V/03    | Zwei braune Augen (Hans Christian Andersen), canción para voz y piano. | Música vocal (piano)                   |          |
| 1885-87   | RT IV/01   | Seis canciones alemanas [Durch den Wald, An den Sonnenshein (Reinick); Ave Maria, Sonnenscheinlied (Bjørnson), Frühlingsanbruch (Andersen)], coro | Música coral                           |          |
| 1886      | RT V/04    | Der Fichtenbaum (Heine), canción para voz y piano. | Música vocal (piano)                   |          |
| 1886-87   | RT VI/01   | Florida, escenas tropicales para orquesta [1. "Daybreak-Dance" 2. "By the River" 3. "Sunset-Near the Plantation" 4. "At Night"] (rev. 1889) suite para orquesta. | Música orquestal                       |          |
| 1887      | -          | Norske Wiser | -                                      |          |
| 1887      | RT IX/03   | Norwegian Sleigh Ride, piano (luego orquestada 1889) | Música solista (piano)                 |          |
| 1887-88   | -          | 2 Piezas [Schlittenfahrt y March caprice], para orquesta. | Música orquestal                       |          |
| 1888      | RT VI/02   | Hiawatha, poema sinfónico (según Longfellow), para orquesta. (inacabado) | Música orquestal                       |          |
| 1888      | RT VI/03   | Variación rapsódica, para gran orquesta (inacabado). | Música orquestal                       |          |
| 1888      | RT VI/04   | Tres piezas para orquesta de cuerdas. | Música orquestal                       |          |
| 1888      | RT V/05    | Cinco canciones noruegas [Slumber Song (Bjørnson), The Nightingale (Welhaven), Summer Eve (J. Paulsen), Longing (Th. Kjerulf), Sunset (A. Munch)], canciones para voz y piano. | Música vocal (piano)                   |          |
| 1888      | RT V/06    | Hochgebirgsleben (Ibsen), canción para voz y piano. | Música vocal (piano)                   |          |
| 1888      | RT V/07    | O schneller, mein Ross! (von Geibel), canción para voz y piano. | Música vocal (piano)                   |          |
| 1888      | -          | Arreglo de una canción popular sueca | -                                      |          |
| 1888      | RT VII/01  | Suite para violín y orquesta | Música orquestal (concertante)         |          |
| 1888      | RT I/01    | Zanoni (Bulwer-Lytton) (inacabada) | Música de escena (teatro)              |          |
| 1888      | RT VIII/01 | Cuarteto de cuerda (inacabado) | Música de cámara (cuarteto)            |          |
| 1888      | RT III/01  | Paa Vidderne, poema Sinfónico basado en la obra de Ibsen (versión con narrador en 1888) | Música vocal (orquesta)                |          |
| 1889      | RT VIII/02 | Romance, para Violín y Piano | Música de cámara (violín y piano)      |          |
| 1889      | RT III/02  | Sakuntala (Holger Drachmann), para tenor y orquesta. | Música vocal (orquesta)                |          |
| 1889      | RT VI/05   | Idylle de Printemps, para orquesta. | Música orquestal                       |          |
| 1889      | -          | Orquestación de la Procesión nupcial noruega, de Grieg | Música orquestal                       |          |
| 1889      | RT IX/05   | Dos piezas para piano [1. Valse - 2. Rêverie] | Música solista (piano)                 |          |
| 1889      | RT VI/06a  | Suite de 3 morceaux charactéristiques [1. La Quadroone (Rhadsodie Floridienne) -2. Scherzo - 3. Marche Caprice], para orquesta. | Música orquestal                       |          |
| 1889      | -          | Pequeña pieza (compuesta en colaboración por Grieg, Sinding y Delius) | -                                      |          |
| 1890      | -          | [Esbozo de pieza orquestal] (incompleto) | Música orquestal                       |          |
| 1890      | RT V/08    | Chanson de Fortunio (Musset), canción para voz y piano. | Música vocal (piano)                   |          |
| 1889-90   | RT VI/06   | Pequeña suite, para orquesta (Petite Suite n.º 1). | Música orquestal                       |          |
| 1889-90   | RT V/09    | Siete canciones de los noruegos [Canción de cuna (Ibsen), El viaje al hogar (A.O. Vinje), Voces de la noche (Bjørnson), El joven Venevil (Bjørnson), Trovadores (Ibsen), Amor secreto (Bjørnson), La historia del pájaro (Ibsen)] (2 canciones con orquesta), canciones para voz y piano. | Música vocal (piano)                   |          |
| 1890      | RT VI/06b  | Marche Française, para orquesta. | Música orquestal                       |          |
| 1890      | RT VI/07   | Tres pequeños poemas sinfónicos [1. Summer Evening. 2. Winter Night [de Schlittenfahrt]; 3. Spring Morning.], para orquesta. | Música orquestal                       |          |
| 1890      | RT VI/08   | A l'Amore "Love" (o A l'Aurore "Dawn"), para orquesta. | Música orquestal                       |          |
| 1890      | RT VI/09   | Petite suite d'orchestre (Petite Suite n.º 2) [1. Allegro ma non troppo - 2. Con moto -3. Allegretto], para orquesta. | Música orquestal                       |          |
| 1890      | RT VII/02  | Légendes (Sagen), para piano y orquesta - esbozo incompleto | Música orquestal (concertante)         |          |
| 1890      | -          | Vasantasena para violín y piano (incompleto) | Música de cámara (violín y piano)      |          |
| 1890      | RT V/11    | Cuatro canciones (Heine) [I. Mit deinen blauen Augen - II. Ein schöner Stern - III. Hör' ich das Liedchen klingen - IV. Aus deinen Augen], canciones para voz y piano. | Música vocal (piano)                   |          |
| 1890      | RT IX/04   | Badinage, para piano | Música solista (piano)                 |          |
| 1890-91   | RT V/10    | Skogen gir susende, langsom besked (Bjørnson), canción para voz y piano. | Música vocal (piano)                   |          |
| 1890-1902 | -          | Canciones con orquesta, I [Twilight Fancies, The Bird's Story, On the Sea Shore, Wine Roses, Through long, long years, Let Springtime come, Summer Landscape (H. Drachmann)] | Música orquestal                       |          |
| 1890-92   | RT I/02    | Irmelin (estreno en 1953), ópera. (también Suite de concierto para orquesta, arr. Beecham) | Música de escena (ópera)               |          |
| 1890-92   | RT VI/10   | Paa Vidderne, poema Sinfónico basado en la obra de Ibsen (versión con narrador en 1888). | Música orquestal                       |          |
| 1891      | RT III/03  | Maud (Tennyson), 5 canciones para tenor y orquesta [Come into the garden Go not, happy day, I was walking a mile, Birds in the high-hall garden] | Música vocal (orquesta)                |          |
| 1891      | RT V/13    | Lyse Naetter (Drachmann), canción para voz y piano. | Música vocal (piano)                   |          |
| 1891      | -          | Mazurka (inc.), para orquesta. | Música orquestal                       |          |
| 1891      | RT V/12    | Tres canciones inglesas (Shelley) [1. Indian Love Song; 2. Love's Philosophy; 3. To the Queen of my Heart], canciones para voz y piano. | Música vocal (piano)                   |          |
| 1892      | RT VIII/03 | Sonata para violín y piano en si mayor. | Música de cámara (violín y piano)      |          |
| 1892-93   | RT VIII/04 | Cuarteto de cuerda (manuscrito de 1893) | Música de cámara (cuarteto)            |          |
| 1892-95   | RT VII/03  | Légende para violín y orquesta (probablemente completada como una obra para violín y piano en 1892 y orquestada en 1895) | Música orquestal (concertante)         |          |
| 1893      | RT V/14    | Jeg havde en nyskaaren Seljefløjte (Krag), canción para voz y piano. | Música vocal (piano)                   |          |
| 1893      | RT V/15    | Nuages (Richepin), canción para voz y piano. | Música vocal (piano)                   |          |
| 1893-95   | RT I/03    | The Magic Fountain, ópera (rev. 1898) | Música de escena (ópera)               |          |
| 1895      | RT V/16    | Deux Melodies (Verlaine) [1. Il pleure dans mon coeur; 2. Le ciel est, par-dessus le toit], canciones para voz y piano. | Música vocal (piano)                   |          |
| 1895      | RT V/17    | Pagen hojt paa Taarnet sad (Jens Peter Jacobsen), canción para voz y piano. | Música vocal (piano)                   |          |
| 1895-97   | RT I/04    | Koanga, ópera (rev. 1898) | Música de escena (ópera)               |          |
| 1895-97   | RT VI/11   | Over the Hills and Far Away. Obertura-fantasía, para orquesta. | Música orquestal                       |          |
| 1896      | RT VI/12   | Appalachia, rapsodia americana para orquesta (versión temprana de las variaciones orquestales posteriores). | Música orquestal                       |          |
| 1896      | RT VIII/05 | Romance para violonchelo y piano | Música de cámara (violonchelo y piano) |          |
| 1897      | RT VII/04  | Concierto para piano en do menor (primera versión titulada Fantasía para orquesta y pianoforte). | Música orquestal (concierto)           |          |
| 1897      | -          | Folkeraadet ,música incidental para la obra de Gunnar Heiberg, para orquesta. | Música de escena (teatro)              |          |
| 1897      | RT III/04  | Siete canciones danesas [1.On the Seashore (Lyse Naetter) (Drachmann); 2. Thro' long long years. 3. Wine Roses. 4. Let Springtime Come 5. Irmelin Rose 6. In the Seraglio Garden (I Seraillets Have); 7. Silken Shoes (2-7) (J.P. Jacobsen)], para orquesta.                              | Música vocal (orquesta)                |          |
| 1897      | -          | Suite noruega, para orquesta | Música orquestal                       |          |
| 1898      | RT V/18    | Traum Rosen (Marie Heinitz), canción para voz y piano. | Música vocal (piano)                   |          |
| 1898      | RT V/19    | Cuatro canciones (Nietzsche) [1. Nach neuen Meeren. 2. Der Wanderer. 3. Der Einsame. 4. Der Wanderer und sein Schatten], canciones para voz y piano. | Música vocal (piano)                   |          |
| 1898      | RT V/20    | Im Glück wir lachend gingen (Holger Drachmann), canción para voz y piano. | Música vocal (piano)                   |          |
| 1898      | RT II/01   | Mitternachtslied Zarathustras, para barítono, coro masculino y orquesta (1898) | Música coral (orquesta)                |          |
| 1898-1903 | RT II/02   | Appalachia, variaciones sobre una vieja canción de esclavos para coro y orquesta (1898-1903) | Música coral (orquesta)                |          |
| 1899      | RT VI/13   | La ronde se déroule. Poema sinfónico según Helge Rode, para orquesta. [The Dance Goes On] | Música orquestal (poema sinfónico)     |          |
| 1899      | RT VI/14   | Paris: The Song of a Great City. Nocturno para orquesta. | Música orquestal                       |          |
| 1899-01   | RT I/05    | A Village Romeo and Juliet (Romeo und Julia auf dem Dorfe), ópera (estreno en 1907) | Música de escena (ópera)               |          |
| 1899-01   | -          | Canciones con orquesta, II [Silken Shoes, Irmelin, The Seraglio Gardens, The Violet, Cynara, A Late Lark, Sakuntala] | Música orquestal                       |          |
| 1900      | RT VII/04a | Rapsodia para piano y orquesta | Música orquestal (concertante)         |          |
| 1900      | RT V/21    | Dos canciones danesas [1. Autumn (J.P. Jacobsen); 2. The Violet) (L. Holstein)], canciones para voz y piano. | Música vocal (piano)                   |          |
| 1901      | RT V/22    | Black Roses (Jens Peter Jacobsen), canción para voz y piano. | Música vocal (piano)                   |          |
| 1901      | RT VI/15   | Lebenstanz, poema sinfónico para gran orquesta. (Sustancial reelaboración de la anterior La ronde se déroule) (rev. 1912) | Música orquestal                       |          |
| 1901      | RT V/23    | Jeg hører i Natten (Holger Drachmann), canción para voz y piano. | Música vocal (piano)                   |          |
| 1901-02   | RT I/07    | Margot la rouge, ópera. | Música de escena (ópera)               |          |
| 1902      | RT V/24    | Summer Landscape (Drachmann), canción para voz y piano. | Música vocal (piano)                   |          |
| 1903-04   | RT II/03   | Sea Drift (según Whitman), para barítono, coro y orquesta. | Música coral (orquesta)                |          |
| 1904-05   | RT II/04   | A Mass of Life (oratorio profano, basado en Also sprach Zarathustra), para solistas, coro y 0rquesta. | Música coral (orquesta)                |          |
| 1905-14   | RT VIII/06 | Sonata para violín y piano n.º 1. | Música de cámara (violín y piano)      |          |
| 1906-07   | RT II/05   | Songs of Sunset (E. Dowson), para mezzosoprano, barítono, coro y orquesta. | Música coral (orquesta)                |          |
| 1907      | RT VI/16   | Brigg Fair: An English Rhapsody, para orquesta. | Música orquestal                       |          |
| 1907      | RT IV/02   | On Craig Ddu (A. Symons), para coro y piano (inacabada). | Música coral (piano)                   |          |
| 1907-29   | RT III/05  | Cynara (Dowson), para barítono y orquesta (1907; completada en 1929) | Música vocal (orquesta)                |          |
| 1908      | RT IV/04   | Midsummer Song, para coro y piano. | Música coral (piano)                   |          |
| 1908      | RT IV/03   | Wanderer's Song (Symons) para coro masculino y piano. | Música coral (piano)                   |          |
| 1908      | RT VI/17   | In a Summer Garden. Rapsodia para orquesta. | Música orquestal                       |          |
| 1908      | RT VI/18   | Dance Rhapsody no. 1, para orquesta. | Música orquestal                       |          |
| 1908-11   | RT I/08    | Fennimore and Gerda, ópera (rev. 1913; estreno en 1919). | Música de escena (ópera)               |          |
| 1910      | RT V/25    | The nightingale has a lyre of gold (William Ernest Henley), canción para voz y piano. | Música vocal (piano)                   |          |
| 1911      | RT V/26    | La lune blanche (Verlaine), canción para voz y piano. | Música vocal (piano)                   |          |
| 1911      | RT V/27    | Chanson d'automne (Verlaine), canción para voz y piano. | Música vocal (piano)                   |          |
| 1911      | RT II/06   | The Song of the High Hills (sin texto) para coro y orquesta. | Música coral (orquesta)                |          |
| 1911      | RT II/07   | An Arabesque (Jens Peter Jacobsen), para barítono, coro y orquesta. | Música coral (orquesta)                |          |
| 1911-12   | RT VI/19   | Dos piezas para pequeña orquesta [On Hearing the First Cuckoo in Spring, 1912; Summer Night on the River, 1911] | Música orquestal                       |          |
| 1913      | RT V/28    | I-Brasîl (Fiona Macleod), canción para voz y piano. | Música vocal (piano)                   |          |
| 1913      | RT V/29    | Dos canciones para niños [1. Little Birdie; 2. The Streamlet's slumber song], canciones para voz y piano (también para coro con acompñañamiento de piano) (Tennyson y May Morgan) | Música vocal (piano)                   |          |
| 1913-14   | RT VI/20   | North Country Sketches ["Autumn"; "Winter Landscape"; "Dance"; "The March of Spring"], para orquesta. | Música orquestal                       |          |
| 1914-16   | RT II/08   | Requiem (Heinrich Simon), à la memoire de tous les jeunes artistes tombés à la guerre, para soprano, barítono, coro y orquesta. | Música coral (orquesta)                |          |
| 1915      | RT VI/21   | Air and Dance, para orquesta de cuerdas. | Música orquestal                       |          |
| 1915-16   | RT VII/05  | Concierto doble para violín, violonchelo y orquesta. | Música orquestal (concierto)           |          |
| 1915-16   | RT V/30    | Four Old English Lyrics [It was a Lover and his Lass; So sweet is she; Spring, the sweet Spring; To Daffodils], canciones para voz y piano. | Música vocal (piano)                   |          |
| 1915-16   | RT VII/06  | Concierto para violín y orquesta. | Música orquestal (concierto)           |          |
| 1916      | RT VIII/07 | Sonata para violonchelo y piano. | Música de cámara (violonchelo y piano) |          |
| 1916-17   | RT VIII/08 | Cuarteto de cuerda | Música de cámara (cuarteto)            |          |
| 1916      | RT VI/22   | A Dance Rhapsody no. 2, para orquesta. | Música orquestal                       |          |
| 1916-17   | RT VI/23   | Eventyr (Once Upon a Time), balada para orquesta según Asbjørnsen. | Música orquestal                       |          |
| 1917      | RT IV/05   | To be sung of a Summer Night on the Water, dos canciones sin acompañamiento (sin texto), para coro mixto. | Música coral                           |          |
| 1918      | -          | A Song Before Sunrise, para pequeña orquesta. | Música orquestal                       |          |
| 1918      | RT VI/25   | Poem of Life and Love, para orquesta. | Música orquestal                       |          |
| 1918-30   | RT VIII/10 | Sonata para violín y piano n.º 3. | Música de cámara (violín y piano)      |          |
| 1919      | RT IX/06   | Dance, para clave. | Música solista (clave)                 |          |
| 1919      | RT V/31    | Avant que tu ne t'en ailles (Verlaine), canción para voz y piano. | Música vocal (piano)                   |          |
| 1920-23   | RT I/09    | Hassan (James Elroy Flecker) drama in 5 actos. | Música de escena (teatro)              |          |
| 1921      | RT VII/07  | Concierto para violonchelo y orquesta. | Música orquestal (concierto)           |          |
| 1922-23   | RT IX/07   | Cinco piezas para piano ("Mazurka y vals para una niña pequeña", "Nana para un bebé moderno", Toccata) (también arr. Fenby para orquesta) | Música solista (piano)                 |          |
| 1922-23   | RT IX/08   | Tres preludios para piano. | Música solista (piano)                 |          |
| 1922-23   | RT VIII/09 | Sonata para violín y piano n.º 2. | Música de cámara (violín y piano)      |          |
| 1923      | -          | Sonata para violín y piano en do mayor (incompleta) | Música de cámara (violín y piano)      |          |
| 1923      | RT IV/06   | The splendour falls on castle walls para coro a capela | Música coral (capella)                 |          |
| 1923      | -          | [7] Pequeñas piezas para piano | Música solista (piano)                 |          |
| 1924-31   | RT VI/28   | Fantastic Dance, para orquesta. | Música orquestal                       |          |
| 1925      | RT III/06  | A Late Lark (W. E. Henley), para tenor y orquesta. | Música vocal (orquesta)                |          |
| 1929      | -          | Suite Hassan (arreglada para orquesta) | Música orquestal                       |          |
| 1929-30   | RT VI/26   | A Song of Summer (revisión de Poem of Life and Love), para orquesta. | Música orquestal                       |          |
| 1930      | RT VII/08  | Caprice and Elegy para violoncelo y orquesta | Música orquestal (concertante)         |          |
| 1930      | RT II/09   | Songs of Farewell (Whitman), para doble coro y orquesta. | Música coral (orquesta)                |          |
| 1930-32   | RT II/10   | Idyll: Once I passed through a populous city (Whitman) para soprano, barítono y orquesta. | Música coral (orquesta)                |          |
| 1931      | RT VI/27   | Irmelin Prelude, para orquesta. | Música orquestal                       |          |
| (s.d.)    | -          | Cuatro canciones póstumas (Softly the Forest; I once had a newly-cut willow pipe; In bliss we walked with laughter; I hear in the night) | Música vocal                           |          |
| (s.d.)    | -          | Fantasía para piano y orquesta (incompleta) | Música orquestal (concertante)         |          |
| (s.d.)    | -          | Concierto para piano n.º 2 (incompleto) | Música orquestal (concierto)           |          |
| (s.d.)    | -          | On the moors (Impressions of Nature): Sunday morning on the moors; Mountain poem (inc.), para orquesta | Música orquestal                       |          |
| (s.d.)    | -          | Doce canciones tempranas | Música vocal                           |          |
| 1893-95   | (s/RT)     | The Magic Fountain, (arreglo para piano de Florent Schmitt). | Arreglos de otros compositores         |          |
| 1886-87   | (s/RT)     | La Calinda (danza de la opera Koanga, arr. Fenby) | Arreglos de otros compositores         |          |
| 1893-95   | (s/RT)     | The Everglades, para orquesta y pequeño coro femenino (arr. C. Palmer) | Arreglos de otros compositores         |          |
| 1894      | (s/RT)     | Irmelin (arreglo para piano de Florent Schmitt) | Arreglos de otros compositores         |          |
| 1896-97   | (s/RT)     | Koanga (arreglo para piano de Florent Schmitt) | Arreglos de otros compositores         |          |
| 1900-01   | (s/RT)     | Vals de A Village Romeo and Juliet (arr. Douglas) | Arreglos de otros compositores         |          |
| 1901-02   | (s/RT)     | A Village Romeo and Juliet (arreglo para piano de Florent Schmitt) | Arreglos de otros compositores         |          |
| 1902      | (s/RT)     | Margot la Rouge (arreglo para piano de Maurice Ravel) | Arreglos de otros compositores         |          |
| 1908-10   | (s/RT)     | Intermezzo de Fennimore and Gerda, para orquesta (arr. Fenby) | Arreglos de otros compositores         |          |
| 1910      | (s/RT)     | The Walk to the Paradise Garden, interludio de A Village Romeo and Julieta, para orquesta (arr. Beecham) | Arreglos de otros compositores         |          |
| 1916-17   | (s/RT)     | Late Swallows (arr. Fenby) (3.er mov. Segundo Cuarteto de cuerda) | Arreglos de otros compositores         |          |
| 1919      | (s/RT)     | Danza para clave, flauta y cuerda (Arr. de Dance para clave, por Fenby) | Arreglos de otros compositores         |          |
| 1923      | (s/RT)     | Cinco piezas para piano (arr. Fenby para orquesta) | Arreglos de otros compositores         |          |
| 1923      | (s/RT)     | Intermezzo y Serenade de Hassan (Arr. Beecham) | Arreglos de otros compositores         |          |
| 1936      | (s/RT)     | Dos Aquarelles (orq. Eric Fenby, a partir de los coros de To be Sung of a Summer Night on the Water), para cuerda | Arreglos de otros compositores         |          |